# Mary Lepell
Mary Lepell, baronessa di Hervey (26 settembre 1700 – Ickworth, 2 settembre 1768), è stata una nobildonna inglese.

## Biografia
Era la figlia di generale di brigata Nicholas Wedig Lepell, e di sua moglie, Mary Brooke, figlia e co-erede di John Brooke di Rendlesham, Suffolk.
Suo padre, nato in Germania, era stato Paggio d'Onore del principe Giorgio di Danimarca, e nel 1699 ottiene un atto di naturalizzazione. Il 3 aprile 1705 riceve l'incarico di riorganizzare un nuovo reggimento di fanteria, e il 1º gennaio 1710 viene promosso al grado di generale di brigadiere, prima di essere nominato Comandante Supremo delle forze britanniche in Spagna, posizione che ricopre fino al 1712.
Nel 1715, attraverso i suoi legami familiari, Mary viene nominata come damigella d'onore della regina Carolina. Secondo una lettera scritta da Sarah Churchill, duchessa di Marlborough nel dicembre 1737 Mary viene nominata cornetta nel reggimento del padre appena nata, e continua a venire pagata per molti anni dopo era diventata damigella d'onore. Successivamente le viene garantita una pensione, perché era troppo ridicolo che continuasse ad essere un'ufficiale dell'esercito. A corte, Mary divide gli onori con la sua amica Edith Bellenden, poi moglie del colonnello John Campbell, che è diventato duca di Argyll.
Fra i suoi ammiratori vi erano anche Alexander Pope, Voltaire e Horace Walpole.

## Matrimonio
Sposò, il 29 ottobre 1720, John Hervey, II barone Hervey, figlio di John Hervey, I conte di Bristol. Ebbero otto figli:
- George Hervey, II conte di Bristol (3 agosto 1721-18 marzo 1775);
- Lepell Hervey (15 aprile 1723-11 marzo 1780), sposò Constantine Phipps, I barone Mulgrave, ebbero sei figli;
- John Hervey, III conte di Bristol (19 maggio 1724-23 settembre 1779);
- Lady Mary Hervey (1726-9 aprile 1815), sposò George FitzGerald, ebbero due figli;
- Lady Amelia Caroline Nassau Hervey;
- Frederick Hervey, IV conte di Bristol (1 agosto 1730-8 luglio 1803).
- William Hervey (13 maggio 1732-?);
- Lady Caroline Hervey.

Nonostante l'infedeltà del marito, Mary ebbe un rapporto amichevole con lui ed era una madre ammirevole di una grande famiglia.

## Morte
Morì il 2 settembre 1768 e fu sepolta a Ickworth, Suffolk. Lady Hervey era un vivace e intelligente scrittrice. Le sue lettere al reverendo Edmund Morris, già precettore dei suoi figli, scritte tra il 1742 e il 1768, sono state pubblicate postume nel 1821.
Due ritratti di Lady Hervey sono in possesso del marchese di Bristol a Ickworth.

## Ascendenza
|                 |             |   | Genitori |  |  | Nonni |  |  | Bisnonni |  |
|                 |             |   |          |  |  | …     |  |  | …        |  |
|                 |             |   |          |  |  | …     |  |  | …        |  |
|                 |             | … |          |  |  | …     |  |  |          |  |
| Nicholas Lepell |             |   |          |  |  | …     |  |  |          |  |
|                 |             | … | …        |  |  |       |  |  |          |  |
|                 |             | … | …        |  |  |       |  |  |          |  |
|                 |             | … | …        |  |  |       |  |  |          |  |
| Mary Lepell     |             | … |          |  |  |       |  |  |          |  |
|                 | John Brooke | … |          |  |  |       |  |  |          |  |
|                 | John Brooke | … |          |  |  |       |  |  |          |  |
|                 | John Brooke | … |          |  |  |       |  |  |          |  |
| Mary Brooke     | John Brooke |   |          |  |  |       |  |  |          |  |
|                 |             | … | …        |  |  |       |  |  |          |  |
|                 |             | … | …        |  |  |       |  |  |          |  |
|                 |             | … | …        |  |  |       |  |  |          |  |
|                 |             | … |          |  |  |       |  |  |          |  |

## Opere
- Letters of Mary Lepel, Lady Hervey: With a Memoir and Illustrative Notes, Londra, John Murray, 1821.